# Climaciella cubana
Climaciella cubana är en insektsart som beskrevs av Günther Enderlein 1910. Climaciella cubana ingår i släktet Climaciella och familjen fångsländor. Inga underarter finns listade i Catalogue of Life.